# Bajnokok reggelije (film)
A Bajnokok reggelije (eredeti cím: Breakfast of Champions) 1999-es amerikai szatirikus filmvígjáték, amelyet Alan Rudolph rendezett. Kurt Vonnegut Jr. 1973-ban kiadott azonos című regényén alapul. A főszerepben Bruce Willis, Albert Finney, Nick Nolte, Barbara Hershey és Glenne Headly látható.
A film 1999. szeptember 17-én debütált.

## Szereplők
- Bruce Willis: Dwayne Hoover
- Albert Finney: Kilgore Trout
- Nick Nolte: Harry LeSabre
- Barbara Hershey: Celia Hoover
- Glenne Headly: Francine Pefko
- Lukas Haas: George "Bunny" Hoover
- Omar Epps: Wayne Hoobler
- Vicki Lewis: Grace LeSabre
- Buck Henry: Fred T. Barry
- Ken Campbell: Eliot Rosewater / Gilbert
- Jake Johanssen: Bill Bailey
- Will Patton: Moe, a kamionsofőr
- Chip Zien: Andy Wojeckowzski
- Owen Wilson: Monte Rapid
- Alison Eastwood: Maria Maritimo
- Shawnee Smith: Bonnie McMahon
- Michael Jai White: Howell
- Michael Duncan: Eli
- Kurt Vonnegut, Jr.: kereskedelmi igazgató
- Doug Maughan (hangja) mint TV/rádió bemondó (stáblistán nem szerepel)

## Bevétel
A film a 12 millió dolláros költségvetéséből 178 278 278 dollárt hozott.